# Saginae
Saginae sono una sottofamiglia di insetti Ortotteri della famiglia dei Tettigoniidi.:

## Distribuzione
Rappresentano un antico raggruppamento di ortotteri originario delle regioni australi. Attualmente la sottofamiglia si è diffusa anche nella regione mediterranea, nell'Africa australe ed in Australia.

Il genere Saga è presente nei paesi mediterranei almeno con una quindicina di specie. In Italia sono presenti alcune specie come Saga pedo, con femmine attere lunghe anche fino a 12 cm, Saga italica e Saga natoliae.

## Descrizione
Sono insetti di dimensioni in genere considerevoli, con forme sempre molto slanciate. Il genere Saga, che è il più rappresentativo del gruppo porta robuste spine sulla faccia ventrale dei femori e delle tibie degli arti anteriori e medi.

## Biologia
Si riproducono per partenogenesi, sono attivi sia di giorno che di notte ed hanno alimentazione zoofaga.

## Tassonomia
La sottofamiglia comprende i seguenti generi :
- Saga Charpentier, 1825
- Clonia Stål, 1855
- Cloniella Kaltenbach, 1971
- Peringueyella Saussure, 1888